# Теория аргументации
Аргументационная теория, или аргумента́ция (лат. arguo «показываю, доказываю, выясняю») — междисциплинарное знание о том, как посредством череды логических рассуждений, опирающихся на изначальные тезисы и предпосылки могут быть достигнуты выводы. Она включает в себя искусство и науки гражданской дискуссии, диалога, разговора, и убеждения. Она изучает правила вывода, логики и процедурных правил в обоих искусственных и реальных условиях мира.
По определению группы голландских логиков Амстердамской школы аргументация «представляет собой вид словесной и социальной деятельности, задачей которой является увеличение (или уменьшение) приемлемости спорной точки зрения для слушателя или читателя посредством приведения ряда взаимосвязанных доводов, направленных на доказательство (или опровержение) этой точки зрения перед рациональным арбитром». По мнению бельгийского философа Хаима Перельмана, «цель аргументации — создать или усилить приверженность умов к тезису, представленному для их одобрения». Австралийский философ Чарльз Леонард Хэмблин определяет аргументацию как любое речевое или неречевое действие, которое «производится одним человеком для убеждения другого».
Аргументация включает в себя дебаты и переговоры, которые касаются достижения взаимоприемлемых выводов. Она также охватывает эристику, форму общественных дебатов, в которых победа над соперником является основной целью. Это искусство и наука часто является средством, с помощью которого люди защищают свои убеждения или личные интересы в рациональном диалоге, в просторечии, и в процессе спора.
Приём аргументации используют в законе, в исследованиях, в подготовке аргументов, которые должны быть представлены в суде, и в тестировании на обоснованность некоторых видов доказательств. Кроме того, учёные изучают постфактум рационализации, по которым организационные актёры пытаются оправдать решения, которые они сделали нерационально.

## Ключевые компоненты аргументации
- Способность понимать и определять явные либо предполагаемые аргументы и цели участников в различных видах общения.
- Выявление предпосылок, из которых получены выводы.
- Установление «бремени доказательства» — определение того, кто сделал первоначальное утверждение, и, таким образом, несёт ответственность за предоставление доказательств, почему его/её позиция заслуживает признания.
- Выявление обоснованных, звучащих убедительно, трудно опровергаемых аргументов с целью убеждения оппонента в своей правоте.
- В дискуссии, выполнение «бремени доказательства» создаёт «бремя возражения». Оппонент пытается найти неточность в аргументах, чтобы опровергнуть оные, обеспечить контрпримеры, если это возможно, чтобы выявить любые заблуждения, и чтобы показать, почему обоснованный вывод не может быть получен из рассуждений, предусмотренных аргументами несущего «бремя доказательства».

## Внутренняя структура аргументации
Обычно аргументация имеет внутреннюю структуру, включающую в себя следующие пункты:
1. набор предположений или предпосылок (тезис)
2. метод рассуждения или логики (аргументы)
3. вывод или итог (демонстрация)

Аргументация должна иметь по крайней мере две предпосылки и один вывод.
В наиболее распространённой форме, аргументация вовлекает собеседника и/или оппонента, участвовать в диалоге, где каждый спорящий отстаивает свою позицию и пытается убедить другого. Другие типы диалога, помимо убеждения, являются искусством полемики, при поиске информации, запросов, переговоров, обсуждения, и диалектический метод (Дуглас Уолтон). Диалектический метод стал знаменитым благодаря Платону и его использованию метода Сократа, критического допроса различных персонажей и исторических личностей.

## Аргументация и основы познания
Теория аргументации имеет свои истоки в фундаментализме, в теории познания (эпистемологии) в области философии. Она стремилась найти основания для претензий в логике и фактических законах универсальной системы знаний. Но аргументы учёных постепенно отвергли систематическую философию Аристотеля и идеализм Платона и Канта. Они поставили под сомнение, и, в конечном итоге, отказались от идеи, что предпосылки аргумента берут их обоснованность из формальных философских систем. Так поле и расширилось.

## Виды аргументации

### Разговорная аргументация
Изучение природы разговора возникло из области социолингвистики. Его обычно называют конверсационный анализ. Вдохновлённый этнометодологией, он был разработан в конце 1960-х и начале 1970-х, главным образом, социологом Харви Саксом и, в частности, его близкими соратниками Emanuel Scheglof и Gail Jefferson. Сакс умер в начале своей карьеры, но его работа была продолжена, и разговорная аргументация получила признание в социологии, антропологии, лингвистике и психологии. Она особенно влиятельная в интеграционной социолингвистике, в дискурс- анализе и дискурсивной психологии, а также является когерентной дисциплиной в своём собственном праве. Недавно методы последовательного анализа разговорной аргументации были использованы для исследования тонких деталей фонетической речи.
Эмпирические исследования и теоретические формулировки Салли Джексона и Скотт Джейкобса, и несколько поколений их учеников, описали аргументацию как форму хозяйствования разговорного несогласия внутри контекстов и систем связи, которые, естественно, предпочитают соглашения.

### Математическая аргументация
Основа математической истины стала предметом долгих дебатов. Фреге, в частности, стремился продемонстрировать (см Фреге, основы арифметики, 1884, и логицизма в философии математики), что арифметические истины могут быть выведены из чисто логических аксиом и поэтому, в конце концов, логических истин. Проект был разработан Расселом и Уайтхедом в своём Principia Mathematica. Если аргумент может быть приведён в виде предложений в символической логике, то он может быть проверен с помощью применения признанных процедур доказательства. Эта работа осуществлялась для арифметики, используя аксиомы Пеано. Как бы то ни было, аргумент в математике, как в любой другой дисциплине, можно считать допустимым, только если он может быть доказан, что он не может иметь истинные предпосылки и ложное заключение.

### Научная аргументация
Пожалуй, самое радикальное высказывание социальных оснований научного знания появляется в Alan G.Gross’s The Rhetoric of Science (Cambridge: Harvard University Press, 1990). Гросс считает, что наука является риторической «без остатка» это означает, что научное знание само по себе не может рассматриваться как идеализированное основание знаний. Научное знание вырабатывается риторически, это означает, что оно имеет особую эпистемическую власть лишь постольку, поскольку его коммунальным методам проверки можно доверять. Это мышление представляет собой почти полный отказ от фундаментализма, на котором впервые была основана аргументация.

### Пояснительная аргументация
Пояснительная аргументация является диалогическим процессом, в котором участники изучают и / или устраняют интерпретации часто в тексте любой среды, содержащей значительные различия в толковании.
Пояснительная аргументация имеет отношение к гуманитарным наукам, герменевтике, теории литературы, лингвистики, семантики, прагматики, семиотики, аналитической философии и эстетики. Темы в концептуальной интерпретации включают эстетические, судебные, логические и религиозные интерпретации. Темы в научной интерпретации включают научное моделирование.

### Юридическая аргументация
Правовые аргументы звучат в речи адвоката на суде или в выступлении апелляционного суда, или в презентации партий, представляющих себя и обосновывая юридически, почему они должны превалировать. Устный аргумент на апелляционном уровне сопровождается запиской, которая также заранее аргументирована каждой из сторон в правовом споре. Итоговым аргументом является заключительное заявление адвоката каждой из сторон повторяя важные аргументы в судебном деле. Заключительная речь звучит после предъявления доказательств.

### Политическая аргументация
Политические аргументы используются учёными, медиа-профессионалами, кандидатами на политические должности и государственными чиновниками. Политические аргументы также используются гражданами в обычных взаимоотношениях прокомментировать и понять политические события. Рациональность общественности является одним из основных вопросов в этой линии исследований. Политолог Samuel L. Popkin придумал выражение "низко информированный избиратель ", чтобы описать большинство голосов, которые знают очень мало о политике или мире в целом.

## Психологические аспекты
Психология долгое время изучала не логические аспекты аргументации. Например, исследования показали, что простое повторение идеи часто более эффективный способ аргументации, чем призывы к разуму. Пропаганда часто использует повторения.
Эмпирические исследования коммуникатора доверия и привлекательности, иногда называемые харизмой, также были тесно привязаны к эмпирически встречающимся аргументам. Такие исследования переводят аргументацию в сферу теории и практики убеждения.
Некоторые психологи, такие как Уильям Дж. Макгуайр, полагают, что силлогизм — это основная единица человеческого мышления. Они подготовили многочисленные эмпирические работы вокруг знаменитой книги Макгуайра «Силлогистический анализ когнитивных отношений.» Центральной линией данного способа мышления является то, что логика, загрязнена психологическими переменными, такими как «желаемое за действительное». Люди слышат то, что хотят слышать и видят то, что они ожидали увидеть. Если люди предполагают, что что-то случится, то они увидят что скорее всего это произойдёт. Если они надеются что что-то не произойдёт, они увидят, что это вряд ли произойдёт. Таким образом, каждый курильщик думает, что лично он избежит заболевания раком. Неразборчивые люди практикуют небезопасный секс. Подростки водят машину неосторожно.

## Теория

### Аргумент поля
Стивен е. Toulmin и Чарльз Артур Виллард отстаивали идею аргумент поля, в основном опираясь на Людвига Витгенштейна понятие языковой игры, (Sprachspiel) в последнем розыгрыше от общения и теория аргументации, социологии, политической науки и социальной эпистемологии. Для Тулмина, термин «поле» означает рассуждения, в течение которого аргументы и фактические претензии обоснованы. Для Уиллард, термин «поле» взаимозаменяем с терминами «сообщество», «аудитория», и «читатель». Наряду с аналогичными проектами, G.Thomas Goodnight изучал «сферы» поля аргументации и вызвал поток литературы, созданный молодыми учёными респондентами или с использованием его идеи — писателями. Общее содержание этих теорий поля заключается в том, что смысл аргументации принимается группой сообществ, её внимающих, и только в их осознании является аргументированным.

### Вклад Стивена Э. Тулмина
Безусловно, наиболее влиятельным теоретиком был Стивен Toulmin, получивший образование философа в Кембридже, будучи студентом Витгенштейна. То что следует ниже, набросок его идей.

#### Альтернатива абсолютизма и релятивизма
Тулмин утверждал, что абсолютизм (в лице теоретических или аналитических аргументов) имеет ограниченную практическую ценность. Абсолютизм происходит от идеализированной формальной логики Платона, которая выступает за всеобщую истину. Таким образом, считается, что моральные вопросы абсолютизма могут быть решены путём присоединения к стандартным наборам моральных принципов, независимо от контекста. Напротив, Тулмин утверждает, что многие из этих так называемых стандартных принципов не имеют отношения к реальной ситуации, с которыми сталкивается человек в повседневной жизни.
Для описания своего видения повседневной жизни, Тулмин ввёл понятие аргумента поля. В книге «Способы использования Аргументации» (1958), Тулмин утверждает, что некоторые аспекты аргументации отличаются от поля к полю, и отсюда называются «поле-зависимые», в то время как другие аспекты аргументации одинаковы для всех полей и называются «поле-инвариантными». По мнению Тулмина, недостаток абсолютизма заключается в его неосведомлённости о «инвариантном» аспекте аргументации, абсолютизм допускает, что все аспекты аргументации «поле-зависимые».
Признавая свойственные абсолютизму упущения, Тулмин в своей теории избегает недостатков абсолютизма, не обращаясь к релятивизму, который, по его мнению, не даёт оснований для разделения моральных и аморальных аргументов. В книге «Человеческое понимание» (1972) Тулмин утверждает, что антропологов склонили на сторону релятивистов, поскольку именно они обратили внимание на влияние культурных изменений на рациональную аргументацию, другими словами, антропологи и релятивисты придают слишком большое значение важности «поле-зависимого» аспекта аргументации, и не подозревают о существовании «инвариантного» аспекта. В попытке решить проблемы абсолютистов и релятивистов, Тулмин в своей работе развивает стандарты, которые являются ни абсолютистскими, ни релятивистскими, и послужат для оценки ценности идей.
Тулмин считает, что хороший аргумент может быть успешен в верификации и будет устойчив к критике.

#### Компоненты аргумента
В книге «Способы использования аргументации»(1958), Тулмин предложил макет, содержащий шесть взаимосвязанных компонентов для анализа аргументов:
1. Утверждение: Утверждение должно быть завершённым. Например, если человек пытается убедить слушателя, что он является гражданином Великобритании, то его утверждением будет «Я гражданин Великобритании» (1)
2. Данные: Факты, на которые ссылаются, как на основание утверждения. Например, человек в первой ситуации может поддержать своё высказывание другими данными «Я родился на Бермудских островах» (2)
3. Основания: Высказывание, позволяющее перейти от улик (2) к утверждению (1). Для того чтобы перейти от улики (2) «Я родился на Бермудских островах» к утверждению (1) «Я гражданин Великобритании» человек должен использовать основания для ликвидации разрыва между утверждением(1) и уликами (2), заявив, что «Человек, родившийся на Бермудских островах юридически может быть гражданином Великобритании».
4. Поддержка: Дополнения, направленные на подтверждение высказывания, выраженного в основаниях. Поддержка должна быть использована, когда основания сами по себе не являются достаточно убедительными для читателей и слушателей.
5. Опровержение / контраргументы: Высказывание, показывающее ограничения, которые могут применяться. Примером контраргумента будет: «Человек, родившийся на Бермудских островах, может легально быть гражданином Великобритании, только если он не предал Великобританию и не является шпионом другой страны».
6. Определитель: Слова и фразы, выражающие степень уверенности автора в его утверждении. Это такие оценочные суждения, например как, «вероятно», «возможно», «невозможно», «безусловно», «предположительно» или «всегда». Утверждение «Я определённо гражданин Великобритании» несёт в себе гораздо большую степень уверенности, чем утверждение «Я предположительно гражданин Великобритании».

Первые три элемента: «утверждение», «улики» и «основания» рассматриваются в качестве основных компонентов практической аргументации, тогда как последние три: «определитель», «поддержка» и «опровержения» не всегда необходимы.
Тулмин не предполагал, что эта схема будет применяться в области риторики и коммуникации, так как первоначально эта схема аргументации должна была быть использована для анализа рациональности аргументов, как правило, в зале суда; на самом деле, Тулмин не догадывался, что это схема будет применяться в области Риторики и коммуникации, пока его работы не были представлены Wayne Brockriede и Douglas Ehninger. Только после публикации Введение в рассуждение (1979) эта схема получила признание.

#### Эволюционная модель
В работе «Человеческое понимание»(1972) Тулмин утверждает, что развитие науки есть эволюционный процесс. Эта книга критикует точку зрения Томаса Куна относительно концептуального изменения в структуре научных революций. Кун считал, что концептуальное изменение является революционным (в отличие от эволюционного) процесса, в котором взаимоисключающие парадигмы конкурируют друг с другом. Тулмин критически высказывался относительно релятивистских идей Куна и придерживался мнения, что взаимоисключающие парадигмы не предусматривают основание для сравнения, другими словами утверждение Куна — это ошибка релятивистов, и заключается она в чрезмерном внимании «поле — зависимым» аспектам аргументации, одновременно игнорируя, «поле — инвариантные» или общность, которую разделяют все аргументации (научные парадигмы).
Тулмин предлагает эволюционную модель концептуального развития, сопоставимую с моделью биологической эволюции Дарвина. Основываясь на этой аргументации, концептуальное развитие включает инновации и выбор. Инновация означает появление множества вариантов теорий, а отбор — выживание наиболее стабильных из этих теорий. Инновация возникает, когда профессионалы конкретной области начинают воспринимать привычные вещи по-новому, не так как воспринимали их предшественники; отбор подвергает инновационные теории процессу обсуждения и исследования. Наиболее сильные теории, прошедшие обсуждения и исследования, встанут на место традиционных теорий, либо в традиционные теории будут внесены дополнения.
С точки зрения абсолютистов, теории могут быть либо надёжными, либо ненадёжными, независимо от контекста. С точки зрения релятивистов, одна теория не может быть ни лучше ни хуже другой теории, из другого культурного контекста. Тулмин придерживается мнения, что эволюция зависит от процесса сравнения, который определяет, способна ли будет теория обеспечить усовершенствование стандартов лучше, чем это может сделать другая теория.

### Прагма-диалектика
Учёные из Университета Амстердама в Нидерландах ввели строгий современный вариант диалектики под названием прагма-диалектики. Интуитивная идея заключается в формулировании чётких правил, которые, если им следовать, дадут рациональное обсуждение и обоснованные выводы. Франс Х. ван Eemeren, покойный Роб Грутендорст, и многие многие их ученики подготовили большой объём работ излагая эту идею.
Диалектическая концепция разумности даёт десять правил для критического обсуждения, все то, что играет важную роль для достижения урегулирования разногласия (из Van Eemeren, Grootendorst, & Snoeck Henkemans, 2002, стр. 182—183). Постулаты этой теории, как идеальная модель. Модель, однако, может служить важным эвристическим и критическим инструментом для тестирования, насколько реально приближается к идеалу и точке где дискурс пойдёт не так, то есть, когда правила нарушаются. Любое такое нарушение будет являться заблуждением. Хотя и не в первую очередь ориентируется на заблуждения, прагма-диалектика обеспечивает систематический подход к решению их в согласованном виде.

### Метод логической аргументации Уолтона
Даг Уолтон развил особую философскую теорию логической аргументации, построенную вокруг набора методов, дабы помочь пользователю распознавать, анализировать и оценивать аргументы как в повседневных разговорах, так и в более структурированных, таких как дискуссии в правовых и научных областях. Существуют четыре основные компонента: схемы аргументации, структуры диалога, средства для отображения аргументов, и формальные системы аргументации. Метод использует понятие обязательств в диалоге как основной инструмент для анализа и оценки аргументации, а не понятие веры. Обязательства — заявление о том, что агент выразил или сформулировал и обязался выполнить или сделать публичное заявление. В соответствии с моделью обязательств, агенты взаимодействуют друг с другом в диалоге, в котором каждый принимает свою сторону, дабы внести свою лепту в развитие разговора. В рамках диалога используется критический допрос, как способ проверки правдивости объяснений и нахождения слабых мест в аргументации, которые придают сомнения относительно приемлемости аргумента.
В отличие от принятых в доминирующей эпистемологии в аналитической философии, основанной на истинной вере, логическая модель аргументации Уолтона придерживается иной точки зрения доказывания и обоснования. Аргументация, основываясь на логическом подходе, знание рассматривает как форму веры приверженности твёрдо фиксируемой процедуры аргументации, которая проверяет доказательства обеих сторон, и использует стандарты доказывания для определения того, подпадает ли предложение под знание. На этой основе фактических данных, научные знания должны рассматриваться как оспоримые.

### Ошибки на стадии аргументации
- Поспешное обобщение.
- Ложная аналогия.
- Смешение свойств целого и частей (pars pro toto[англ.]).
- Ложная ассоциация. «После этого, следовательно вследствие этого» (Post hoc, ergo propter hoc).
- «Скользкий уклон[англ.]» (англ. slippery slope). Вариант аргумента ad consequentiam[англ.]. Доведение до абсурда возможных негативных последствий («парад мнимых ужасов»).
- Reductio ad Hitlerum — сведение аргументации оппонента к чему-то универсально осуждаемому.
- Эксплуатация двусмысленных выражений.

## Искусственный интеллект
Для выполнения и анализа аргументации с компьютерами были предприняты усилия в области искусственного интеллекта. Начиная с влиятельной работы Dung (1995), использовалась аргументация для обеспечения теоретического доказательства смысла для немонотонной логики. Вычислительные системы аргументации нашли конкретное применение в областях, где формальная логика и классическая теория принятия решений, которые не в состоянии охватить все богатство рассуждений, таких областях, как закон и медицина. Подчёркивая возникающие формализации для практической аргументации, Philippe Besnard и Anthony Hunter в элементах аргументации внедрили методику формализации дедуктивной аргументации в области искусственного интеллекта.
Подробный обзор этой области можно найти в недавно вышедшей книге под редакцией Iyad Rahwan и Guillermo R. Simari.
Проводятся регулярные ежегодные мероприятия в компьютерных науках, привлекающие участников со всех континентов: серия семинаров ArgMAS, серия семинаров CMNA, и научно-практическая конференция COMMA. Журнал Argument & Computation посвящён изучению взаимосвязи аргументации и информатики.